# Dichotomius luctuosioides
Dichotomius luctuosioides är en skalbaggsart som beskrevs av Luederwaldt 1922. Dichotomius luctuosioides ingår i släktet Dichotomius och familjen bladhorningar. Inga underarter finns listade i Catalogue of Life.